# دنیس آلن (بازیکن فوتبال)
دنیس آلن (انگلیسی: Dennis Allen; ۲ مارس ۱۹۳۹  – ۹ ژوئیهٔ ۱۹۹۵) بازیکن فوتبال اهل بریتانیا بود.
از باشگاه‌هایی که در آن بازی کرده‌است می‌توان به باشگاه فوتبال چارلتون اتلتیک، باشگاه فوتبال اوستنده، باشگاه فوتبال چلتنهام تاون، باشگاه فوتبال ردینگ، و باشگاه فوتبال ای‌اف‌سی بورنموث اشاره کرد.